# Smith & Wesson Модель 317 kit gun
Smith & Wesson Модель 317 Kit Gun — сучасна версія револьвера, який належить до серії 'kit gun'. Револьвер легкий, універсальний, восьмизарядний, подвійної дії під набій .22 Long Rifle виробництва Smith & Wesson. Через свою малу вагу, його можуть носити туристи або використовувати для плінкінга, крім того, він забезпечує допомогу у випадку небезпеки.
Завдяки своїй легкій вазі та невеликому розміру Модель 317 легко приховати. Поперечний штифт дозволяє використовувати шнур для прихованого носіння револьвера Модель 317.

## Історія
Модель 317 була розроблена легшою ніж попередні 'kit' револьвери Smith & Wesson, які використовували для активного відпочинку. Сталь замінили титаном та алюмінієм.
У період між Першою та Другою світовими війнами, в речовому мішку мисливці, туристи, кемпери та рибалки часто носили ручну зброю. У цих речових мішках носили багато корисних речей, які могли знадобитися в лісі або за містом. У 1935 році компанія Smith & Wesson випустила набій .357 Magnum. Після цього з'явилися компактні револьвери під набої .22/.32 Target на рамці I. Револьвери .22/.32 Kit Gun отримали свою назву за те, що вони призначалися до носіння в речовому мішку.
Лінійка Kit Gun розпочалася з револьвера .22 калібру на 6-набоїв на рамці І в 1953, а тому на той час модель отримала позначення 'Модель 1953'. Інколи його називають 'pre-34'. В 1958 році S&W перейменували револьвер на Модель 34 і почали випускати таку модель. Його продовжували випускати до 1960-х, коли револьвер переробили під більшу рамку J, а модель отримала назву 34-1. Через ріст популярності револьверів з нержавіючої сталі, в 1977 році було випущено револьвер .22/.32 Модель 63 Kit Gun (схожий на модель 34-1), в 1983 році було представлено .22 WMR Модель 651, а в 1990 році було представлено револьвер .32 Magnum Kit Gun.
Існували револьвери Kit Gun Airweight (Модель 43) та Kit Gun під набій .22 Winchester Magnum Rimfire (.22 WMR, Модель 51), цільова версія револьвера зі стволом довжиною 6 дюймів (Модель 35), а також стандартний Kit Gun. Усі три револьвери мали регульовані приціли. Модель 34 випускали до 1991 року, але випуск Моделей 43 та 51 припинили в 1974. Модель 63 з нержавіючої сталі замінили дещо легшою моделлю 317 наприкінці 2000-х.
Старіші Kit Gun було замінено, хоча деякі револьвери великих калібрів стали навіть легшими. Це пов'язано з використанням титанових та алюмінієвих рамок. Існують револьвери Модель 317 .22 Long Rifle (.22LR) AirLite Kit Gun, Модель 337 .38 Special AirLite Kit Gun та .44 Special Kit Gun, Модель 396 AirLite Mountain Lite Kit Gun.
Рамки цих револьверів зроблені з алюмінієвих сплавів, а барабани зроблені з титану (окрім Моделі 317, де барабани з алюмінію). Титан легший та міцніший за сталь. Алюмінієві стволи мають сталеві вкладиші.

## Короткоствольний варіант
Smith & Wesson Модель 317 легша, коротша версія Моделі 317 Kit Gun. Він дуже легкий — 10,8 унції / 306,2 г (порожній). Модель 63 зроблена з нержавіючої сталі з барабаном на 8 набоїв та стволом довжиною 3 дюйми.